# 새벗
《월간 새벗》은 한국 전쟁 중인 1952년 1월 1일 창간된 기독교계 어린이 잡지로, 한국교회문서선교연합기관인 대한기독교서회에서 발행해 오다 80년대에 성서원(전 성서교재간행사)로 매각된 이후 이 회사에서 발행했지만 1993년 1월호부터 새벗사로 발행사가 변경됐다. 1926년 창간되었다가 1944년 폐간된 《아이생활》을 재발행했으며, 1982년부터는 새벗 문학상을 마련하여 시상하는 등 어린이 문학발전에 기여했다. 《새벗》사는 ‘28년간 영리를 떠난 어린이 교양지의 품위를 지켜 어린이의 꿈과 정서함양에 노력한’ 공로로 1980년 제4회 색동회상을 수상하였고, 1980년에는 《새벗》 발행인이 문공부장관상을 수상하였다.
많은 어린이잡지의 등장으로 경영이 어려워져 1969년 정간되었다가 1978년 10월 복간되었고, 출판업계의 불황으로 1981년 다시 폐간 위기를 맞았다. 성서교재간행사에서 인수하여 간행을 계속, 2000년 통권 500호를 발행하기도 하였으나, 만성적자로 인해 2002년 9월 이후 발행이 중단되었지만 2004년 2월부로 다시 발행되었으나 2010년 7월호를 끝으로 폐간됐다.
원래는 기독교 잡지였으나, ‘마법사가  된 소년‘ 은 비기독교적인 요소가 있었다. 
나쁜 마법사의  딸이  여자 무당이 신을 모시는 사당에서 마법을 부리는 장면은 논란이 되었다.